# Gran Premio Miguel Indurain 2001
Il Gran Premio Miguel Indurain 2001, quarantacinquesima edizione della corsa e terza con questa denominazione, si svolse il 7 aprile su un percorso di 189 km, con arrivo a Estella. Fu vinto dallo spagnolo Angel Vicioso Arcos della Kelme davanti al suo connazionale David Etxebarria e all'italiano Paolo Lanfranchi.

## Ordine d'arrivo (Top 10)
| Pos. | Corridore             | Squadra                 | Tempo    |
| ---- | --------------------- | ----------------------- | -------- |
| 1    | Angel Vicioso Arcos   | Kelme                   | 5h08'22" |
| 2    | David Etxebarria      | Euskaltel-Euskadi       | s.t.     |
| 3    | Paolo Lanfranchi      | Mapei-Quick Step        | s.t.     |
| 4    | Mario Aerts           | Lotto-Adecco            | s.t.     |
| 5    | Igor Astarloa         | Mercatone Uno-Stream TV | s.t.     |
| 6    | Francisco Mancebo     | iBanesto.com            | s.t.     |
| 7    | Mikel Zarrabeitia     | ONCE-Eroski             | s.t.     |
| 8    | José Alberto Martínez | Euskaltel-Euskadi       | s.t.     |
| 9    | Jörg Jaksche          | ONCE-Eroski             | a 5"     |
| 10   | Mikel Pradera         | ONCE-Eroski             | s.t.     |